# Irvin Kershner
Irvin Kershner (Filadelfia, 29 de abril de 1923-Los Ángeles, 27 de noviembre de 2010) fue un director de cine y actor ocasional estadounidense, famoso por dirigir la segunda película en orden de estreno y la quinta película en orden cronológico de la saga de La Guerra de las Galaxias, Star Wars: Episode V - El imperio contrataca, la película no oficial de James Bond Nunca digas nunca jamás y la secuela del clásico de los años 80 RoboCop 2.

## Biografía
Irvin Kershner nació en Filadelfia, de padres ruso-judíos. Nacieron en Kiev, en el Imperio ruso. Su formación artística y cultural fue una mezcla de música y arte. El estudio de la música (violín, viola y composición) fue la actividad más importante de sus primeros años. Asistió a la Escuela de Bellas Artes Tyler de la Universidad de Temple, en Filadelfia. Más tarde, fue a Nueva York y a Provincetown para estudiar con el famoso profesor de pintura Hans Hofmann. Después se trasladó a Los Ángeles, donde estudió fotografía en el Art Center College of Design.
Luego pasó a los largometrajes, entre los que figuran: Hoodlum Priest (protagonizada por Don Murray); The Luck of Ginger Coffey (con Robert Shaw y Mary Ure); A Fine Madness (con Sean Connery, Joanne Woodward y Jean Seberg); The Flim-Flam Man (con George C. Scott); Up the Sandbox (con Barbra Streisand); Loving (con George Segal y Eva Marie Saint); The Return of a Man Called Horse (con Richard Harris); el aclamado telefilme Raid on Entebbe (un drama de la vida real que fue nominado a nueve Emmys, incluido el de mejor dirección); y el thriller sobrenatural Eyes of Laura Mars (con Faye Dunaway y Tommy Lee Jones).

### Fallecimiento
Irvin Kershner falleció el 27 de noviembre de 2010, a la edad de 87 años, víctima de una larga enfermedad. Fue cremado y sus cenizas entregadas a su familia.

## Filmografía
- Stakeout on Dope Street (1958)
- The Young Captives (1959)
- Hoodlum Priest (1961)
- Face in the Rain (1963)
- The Luck of Ginger Coffey (1964)
- A Fine Madness (1966)
- The Flim-Flam Man (1967)
- Loving (1970)
- Up the Sandbox (1972)
- S*P*Y*S (1974)
- The Return of a Man Called Horse (1976)
- Raid on Entebbe (TV) (1977)
- Eyes of Laura Mars (1978)
- Star Wars: Episode V - El imperio contrataca (1980)
- Nunca digas nunca jamás (1983)
- La última tentación de Cristo (1988) (actor)
- Traveling Man (1989)
- RoboCop 2 (1990)